# چوک‌وی، موزامبیک
چوک‌وی (به لاتین: Chokwe) یک منطقهٔ مسکونی در موزامبیک است که در Chókwè District واقع شده‌است.
 چوک‌وی  ۵۳,۰۶۲ نفر جمعیت دارد.